# Herbert Dercksen
Herbert Willem Constant Dercksen (Gouda, 1 maart 1973) is een voormalig Nederlands zeiler.
In 1994 werd Dercksen Nederlands kampioen in de Europe-klasse. Een jaar later volgde het nationaal kampioenschap in de Tornado-klasse met zeilpartner Ron van Teylingen. Het duo nam deel aan de Olympische spelen van 1996 en eindigde als tiende. In 1997 en 1998 werd opnieuw het Nederlands kampioenschap behaald.
Vanaf 1999 voer Dercksen samen met Mitch Booth op de Formula 18 catamaran. In hun eerste jaar wonnen ze direct het Europees kampioenschap. Zowel in 2000, 2001 als 2002 werd het duo wereldkampioen. In 2004 nam Dercksen opnieuw deel aan de Spelen in de Tornado, nu met Booth als partner. Een vijfde plaats was het resultaat. In 2007 beëindigde Dercksen zijn carrière als topsporter. Hij was toen de langst aanwezige atleet in de Nederlandse kernploeg, van 1992 to 2007.
Gedurende de Spelen van 2004 ontstond het idee om een betaalbare, wendbare catamaran te ontwerpen waarop ruimte was voor een gast. Dit leidde tot het ontwerp van de Extreme 40. Met zijn bedrijf TornadoSports bezat Dercksen tot 2010 alle rechten van dit jacht. In 2008 ontstond de eerste competitie met deze camataran: de iShares Cup, inmiddels de Extreme Sailing Series. Dercksen zeilde zelf ook mee als schipper van de Extreme 40 gesponsord door de Volvo Ocean Race.
In 2009 presenteerde Dercksen samen met Marcelien de Koning het tv-programma "Varen & Zo", waarin diverse boten werden getest.